# La prigioniera dell'isola
La prigioniera dell'isola (La Danse de mort) è un film del 1947 diretto da Marcel Cravenne.

## Produzione
Il film è stato girato interamente in Italia, presso gli studi della Titanus a Roma e gli studi I.C.E.T di Milano.
Grazie ai negativi conservati presso la Fondazione Cineteca Italiana è stato possibile realizzare il restauro digitale.